# Cirkulane
Cirkulane je vesnice ve Slovinsku. Je správním centrem občiny Cirkulane. V roce 2002 zde žilo 362 lidí.

## Poloha,popis
Nachází se v Podrávském regionu. Rozloha obce je 2,6 km2 a rozkládá se v nadmořské výšce zhruba 230 m.
Do nejbližšího města, jímž je Ptuj je přibližně 16 km. Maribor, hlavní město regionu, je vzdálen zhruba 140 km. Kolem obce prochází na jih silnice č.692, směřující ke hranici s Chorvatskem.
V obci je barokní kostel sv. Barbory s věží o výšce 52 m. Školu zde nemají.